# Gastroptychus perarmatus
Gastroptychus perarmatus är en kräftdjursart som först beskrevs av Haig 1968.  Gastroptychus perarmatus ingår i släktet Gastroptychus och familjen Chirostylidae. Inga underarter finns listade i Catalogue of Life.